# Ghoncheh Ghavami
Ghoncheh Ghavami (* 1989) je íránsko-britská absolventka práv. Období od června do listopadu 2014 strávila v íránském vězení. Zatčena byla po své účasti na demonstraci v Teheránu požadující, aby ženy mohly sledovat volejbalový zápas mužů. Byla obviněna ze spojení s opozicí a kontaktů se zahraničními televizními kanály, rozsudek však nebyl vynesen. Petici za její propuštění podepsaly statisíce lidí. Dne 23. listopadu 2014 byla propuštěna na kauci.
Zprávy z počátku listopadu 2014 uváděly, že byla odsouzena k ročnímu vězení. Rozsudek kritizovala lidskoprávní organizace Amnesty International, která Ghoncheh Ghavami označila za vězeňkyni svědomí.
Ghoncheh Ghavami vystudovala právo na univerzitě v Londýně. V roce 2013 se vrátila do Íránu, kde se chtěla aktivně zapojit do kampaně na podporu ženských práv. Ženy v Íránu nesmějí sledovat některé mužské sportovní zápasy, například volejbalová nebo fotbalová utkání.